# 田中拡邦
田中 拡邦（たなか ひろくに、1979年5月9日 - ）は、日本のミュージシャン。MAMALAID RAGのボーカル・ギター。

## 概略
1995年からCROSSWALK、2002年からはMAMALAID RAGのボーカル・リーダーとしてバンドを率いる。2008年、レーベル「ALDENTE ENTERPRISE(アルデンテ・エンタープライズ)」を立ち上げる。2010年、音楽専門誌で短編小説の連載をしていたものと、日々日記としてホームページに綴っているエッセイ・詩集とを合わせたアーティスト本「MAMALAID RAG BOOK」を出版。2013年11月、長年の研究の結果をもとに、自身が製作するエフェクターブランド「aldente-effects」を立ち上げた。

## 人物
佐賀県小城市出身。佐賀県立佐賀北高等学校卒業。血液型B型。マクロビオティックを実践しているが、愛煙家である。担当楽器はギターだが、ベース、各種キーボード、ドラムスなども演奏する。